# Адальберт Баварський
Адальберт Баварський (нім. Adalbert von Bayern), повне ім'я Адальберт Вільгельм Георг Людвіг (нім. Adalbert Wilhelm Georg Ludwig, Prinz von Bayern), (нар. 19 липня 1828 —пом. 21 вересня 1875) — баварський принц з династії Віттельсбахів, син короля Баварії Людвіга I та Терези Саксен-Гільдбурггаузенської.

## Біографія
Адальберт народився 19 липня 1828 року у Мюнхені. Він був дев'ятою дитиною та четвертим сином в родині короля Баварії Людвіга I та його дружини Терези Саксен-Гільдбурггаузенської. Старшими братами принца були Максиміліан, Отто та Луїтпольд, сестрами — Матильда, Альдегонда, Гільдегарда та Александра. 
В результаті революційних подій 1848 року Людвиг I відмовився від правління, раніше підірваного його скандальним зв'язком із авантюристкою Лолою Монтес. Королем Баварії став старший брат Адальберта, Максиміліан. Батько продовжив своє життя як приватна особа. 

У переддень свого 28-річчя Адальберт узяв шлюб із іспанською інфантою Амелією Філіпіною. Весілля відбулося в Мадриді 25 серпня 1856, в день вшанування святого Людовіка, покровителя Франції та Баварії. Цей союз став першим із трьох, що поєднали династії іспанських Бурбонів та баварських Віттельсбахів. 

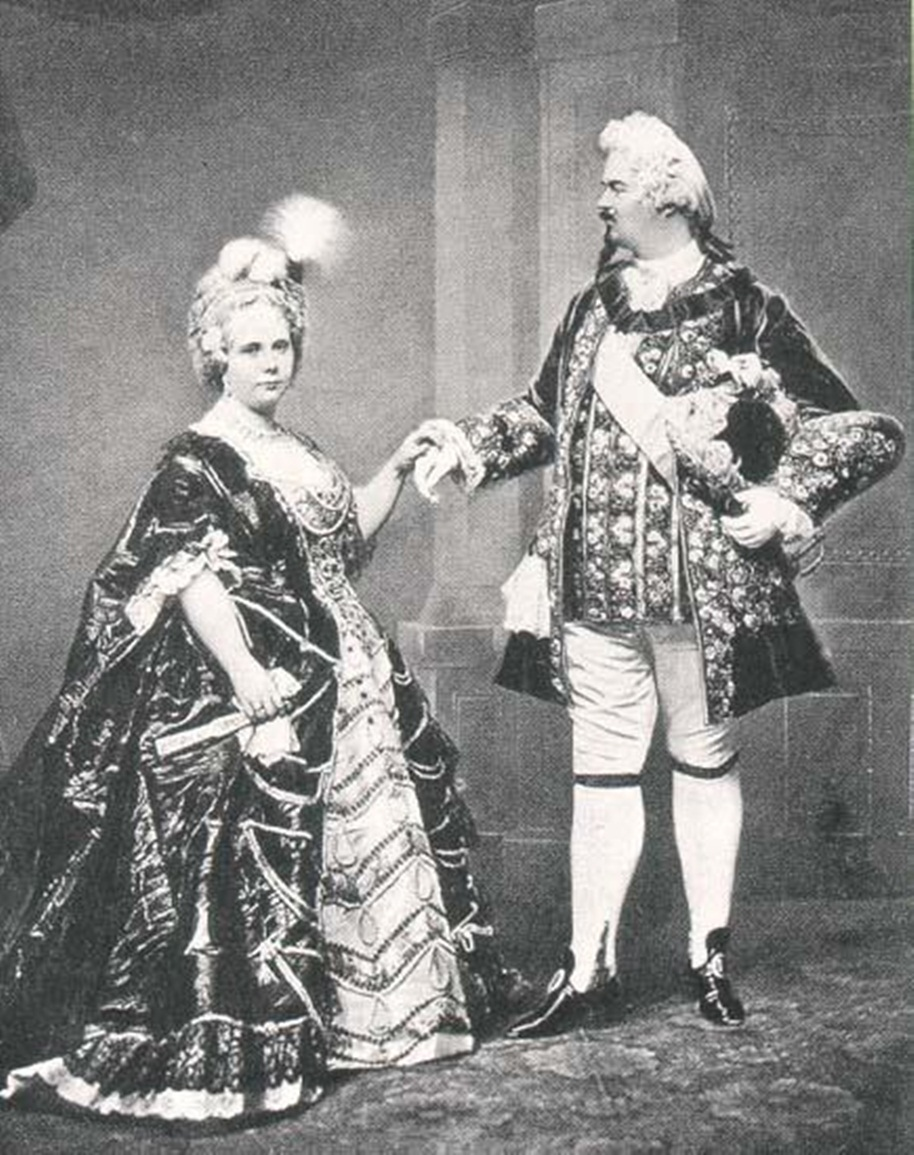
Адальберт та Амелія Філіпіна

У 1862 до Баварії повернувся його старший брат Отто, що з сімнадцятирічного віку займав грецький престол під іменем Оттона I. Не маючи нащадків, він наполягав на кандидатурі Адальберта як спадкоємця. Внаслідок державного перевороту добровільно залишив Грецію, хоча і не зрікся престолу. Після його смерті у 1867 багато хто вважав Адальберта його наступником. Проте, юридично, це право успадкував інший брат, Луїтпольд. Самі ж греки з 1863 мали нового короля з династії Глюксбургів. Грецькі Національні збори запропонували трон другому сину спадкоємця данського престолу Крістіана, Вільгельму Георгу. Пропозиція була прийнята, і наступного дня після своєї висадки у Піреї принц Вільгельм Георг був проголошений королем під іменем Георга I.
Адальберт помер у віці 47 років у палаці Німфенбург. Похований у кірсі святого Міхаїла у Мюнхені. Дружина пережила його на тридцять років.

## Родина
Дружина Амелія Філіпіна, іспанська інфанта
Діти:
- Людвіг Фердинанд (1859—1949) — був одружений з іспанською інфантою Марією де ла Пас, мав двох синів та доньку;
- Альфонс (1862—1933) — був одружений з французькою принцесою Луїзою Вікторією Орлеанською, мав сина та доньку;
- Ізабелла (1863—1924) — була пошлюблена із герцогом Генуї Томмазо Савойським, мала шестеро дітей;
- Ельвіра (1868—1943) — була пошлюблена із графом Рудольфом Врбна-Кауніц-Рітберг-Кештенберг та Фроденталь, мала трьох дітей;[6]
- Клара (1874—1941) — художниця, настоятелька релігійної общини святої Анни у Вюрцбурзі та Мюнхені,[7]створеної спеціально для шляхтянок, померла неодруженою.[8]

## Цікаві факти
- Біноміальна назва іспанського орла-могильника (лат. Aquila adalberti) дана на честь Адальберта Баварського.